# Allonolla smithi
Allonolla smithi är en insektsart som beskrevs av Young 1977. Allonolla smithi ingår i släktet Allonolla och familjen dvärgstritar. Inga underarter finns listade i Catalogue of Life.